# 閔希豪森男爵
閔希豪森男爵（英語：Freiherr）是德國作家鲁道尔夫·埃里希·拉斯伯在《閔希豪森男爵敘述他在俄羅斯的奇妙旅行和戰役》虛構出來的德國貴族。角色的原型是真實的男爵希耶洛尼斯·卡爾·弗里德里希·馮·閔希豪森。
現實生活中的閔希豪森生於漢諾瓦選侯國博登韋德，並在第四次俄土戰爭中為俄羅斯帝國而戰。他於1760年退休後在德國貴族圈子中因杜撰其從軍生涯而成為不太知名的明星。在聽到閔希豪森的一些故事後，鲁道尔夫將它們匿名地改編成文學形式，起初刊在德國雜誌的臨時文章，接著於1785年名為史密斯的書商在牛津以英文首次作書籍出版。该書很快翻譯成其他歐洲語言，包括由詩人戈特弗里德·奧古斯特·布格拓展的德文版本。真實的閔希豪森對以他名字命名的虛構角色深感不安，並威脅要對出版商提出法律訴訟。拉斯伯可能害怕誹謗訴訟，所以從來不承認他是作品的作者，直到死後才被承認。
虛構男爵的奇遇是以第一人稱敘述，主要圍繞他作為運動家、士兵和旅行家的豐功偉績，例如騎著炮彈、與40隻腳的鱷魚對戰和月亮旅行。這些故事主要圍繞閔希豪森所講故事當中的荒謬和矛盾而故意營造喜劇，並包含了諷刺社會的潛流。最早的角色插畫可能是鲁道尔夫自己創作，將閔希豪森描繪得瘦削又年輕，但之後的插畫家將其描繪成年長男人，加上尖鉤形鼻和翹八字胡，這成為角色最終的視覺呈現。拉斯伯的書在國際上大獲成功，並作為其他作家拓展和重寫的多種英語、歐洲大陸和美國版本的核心文本。這本書各種的修訂形式都在整個19世紀非常受歡迎，尤其是面向年輕族群的版本。
虛構男爵的版本出現在舞台、螢幕、電台、電視和其他文學作品。儘管閔希豪森男爵的故事在許多英語國家不再廣為人知，但在歐洲大陸還非常流行。角色啟發了許多紀念碑和博物館，以及一些醫療狀況和其他概念以他命名，包括孟喬森症候群、明希豪森三難困境和閔希豪森數。

## 歷史形象

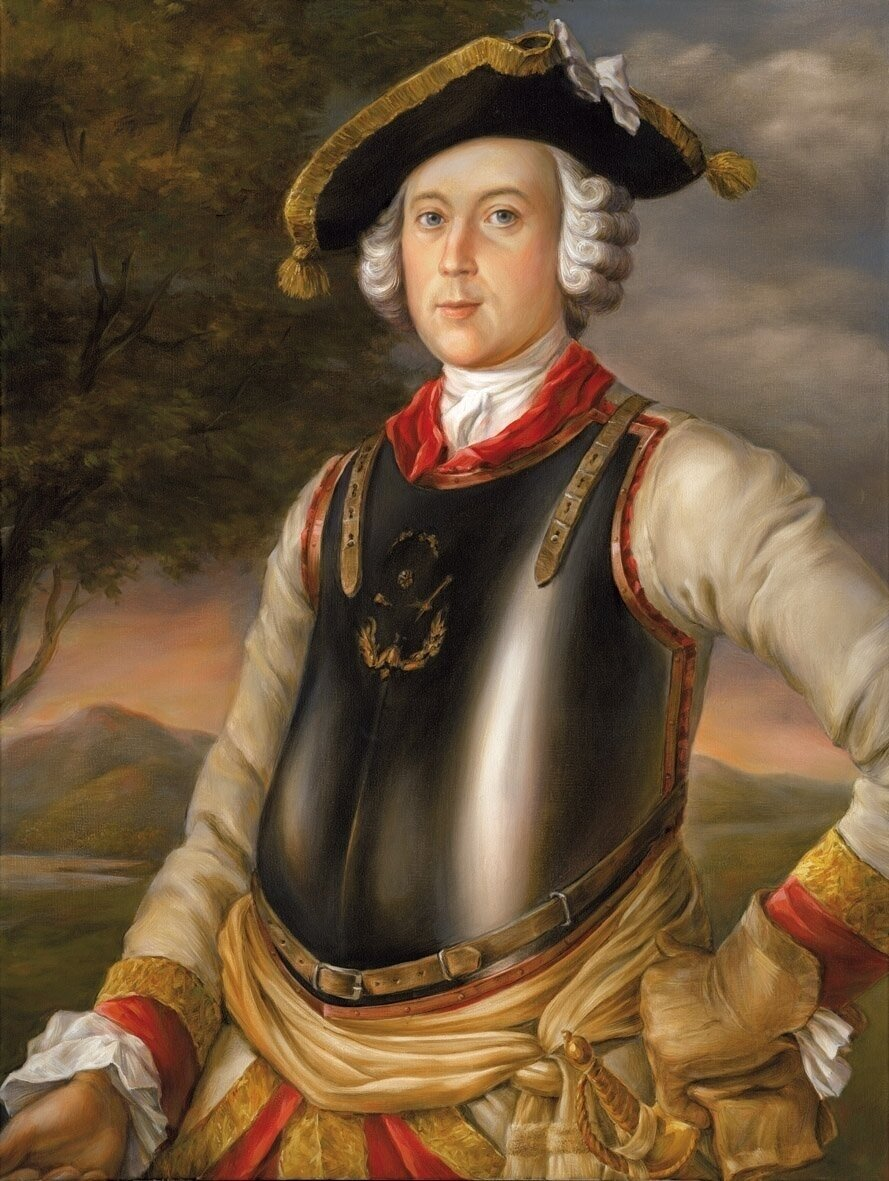
G·布魯克納（G. Bruckner）約1740年繪畫的在里加擔任「胸甲騎兵」的真實閔希豪森

1720年5月11日，希耶洛尼斯·卡爾·弗里德里希·馮·閔希豪森（Hieronymus Karl Friedrich von Münchhausen）生於漢諾瓦選侯國博登韋德。他是布倫瑞克-呂訥堡公國貴族家庭林特爾恩-博登韋德（Rinteln-Bodenwerder）「黑線」的小兒子。他的堂兄格拉克·阿道夫·馮·閔希豪森是哥廷根大學的創辦人，之後成為漢諾瓦選侯國首相。閔希豪森最初是安東尼·烏爾里希·普林茨·馮·不倫瑞克-沃爾芬比特爾的見習騎士，並在第四次俄土戰爭時跟隨雇主去俄羅斯帝國。1739年，他被俄羅斯騎兵團「賓士域胸甲騎兵」任命為少尉。1740年11月27日，他被晉升為中尉。他駐守里加，並於1740年和1741年參與兩場反土耳其人的戰役。1744年，他娶了雅各賓·馮·鄧頓（Jacobine von Dunten），並於1750年晉升為騎兵上尉。
1760年，閔希豪森退休後以「弗雷爾」身分住在博登韋德的莊園，直到他於1797年逝世。在那裏，尤其是該區貴族舉辦的派對上，他為自己在俄羅斯的冒險描述得詼諧又極為誇張，所以以富有想像力的晚飯後講故事者而著稱。在隨後的30年中，他的講故事能力獲得名望，以至於許多旅行貴族專程拜訪聽他的奇聞軼事。一位客人形容閔希豪森「傲慢輕浮地（講他的故事），的確有軍事重點，再來（他的）異想天開絲毫沒有想讓給世界上其他人。他將他的冒險經歷按通常情况描述成一齣應該會發生的事情」。閔希豪森從沒被人看作騙子，反而覺得他誠實。正如另一個同代人所說的那樣，閔希豪森令人難以置信的描述並非故意欺騙，而是「奚落他好觀察一些打過交道的人身上的怪事」。
閔希豪森的妻子雅各賓·馮·鄧頓死於1790年。1794年1月，他娶小他57歲的伯納丁·馮·布倫（Bernardine von Brunn）。馮·布倫結婚不久就病倒，並於1794年夏天待在巴特皮爾蒙特的溫泉鎮，但有當代的流言蜚語指出她大多時間都在跳舞和打情罵俏。1795年2月16日，馮·布倫在暑假旅行後的9個月生下女兒瑪麗亞·威廉敏娜（Maria Wilhemina）。閔希豪森正式投訴孩子不是他的，而生命最後幾年都是在離婚和贍養費訴訟中度過。閔希豪森於1797年2月22日死時，仍然膝下無子。

## 小說化

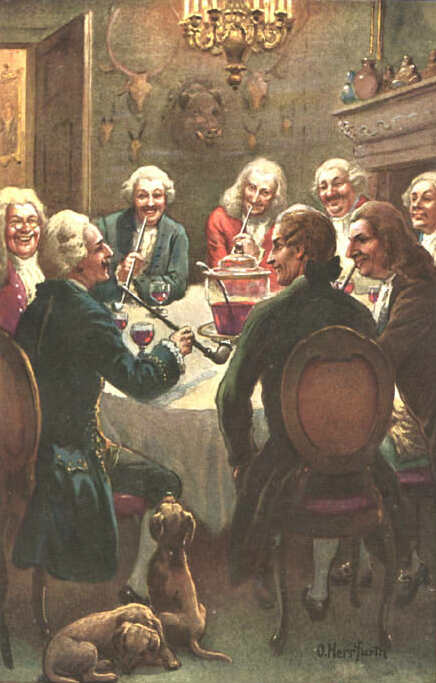
奧斯卡·赫爾弗斯一系列明信片當中男爵正在招待客人

虛構的角色由德國作家、科學家和騙子鲁道尔夫·埃里希·拉斯伯創作。拉斯伯可能在哥廷根大學讀書時遇到弗里德里希·馮·閔希豪森，甚至可能曾邀請他到博登韋德的豪宅共進晚餐。拉斯伯後來的職業是透過寫作和科學所得的獎學金混合偷盜和詐騙賺錢。當德國警方於1775年對他發布通緝令，他逃離歐洲大陸並定居英格蘭。
拉斯伯用他的母語德語創作了一系列啟發自閔希豪森故事的軼事，並稱該系列「M-h-s-nsche Geschichten」（「M-h-s-n故事」）。迄今還不清楚拉斯伯的素材有多少直接來自閔希豪森，但大多數故事是來自較早的資料，包括海因里希·倍倍爾的《Facetiæ》和塞繆爾·戈特霍爾德·蘭格的《Deliciæ Academicæ》。1781年，《M-h-s-nsche Geschichten》首次出現在柏林搞笑雜誌《Vade mecum für lustige Leute》（《愛好玩樂之人的手冊》）的第8期。拉斯伯於1783年在相同雜誌的第10期發布續集《Noch zwei M-Lügen》（《另外兩個M-小謊》）。這些故事的主人公和敘述人僅被標識為「M-h-s-n」，雖讓拉斯伯的靈感某程度上變得鮮為人知，但使有見識的德國讀者與閔希豪森產生聯繫。拉斯伯的名字自始自終沒有出現。
1785年，拉斯伯管理康瓦爾郡多爾科斯礦時將《手冊》中的軼事改編成一本短篇英語書，這時候書中的敘述人已被標識為「閔希豪森男爵」。除了將Münchhausen盎格魯化為「Munchausen」之外，拉斯伯這時已公布靈感來源的身分，但依舊拒絕提供自己的名字。

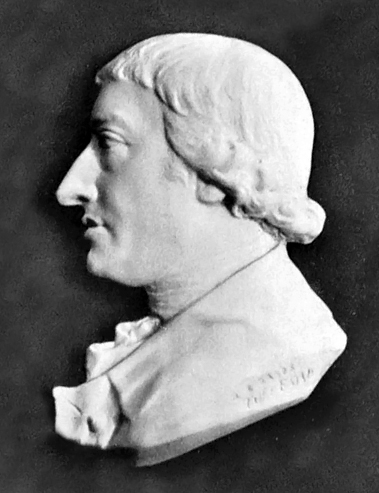
虛構男爵創造人鲁道尔夫·埃里希·拉斯伯的肖像

這英文版是閔希豪森在文本中以成形的文學角色出現的第一版，並有著迂迴的出版歷史。它由書商史密斯（Smith）於1785年晚旬在牛津以匿名形式首次出版，書本名為《閔希豪森男爵敘述他在俄羅斯的奇妙旅行和戰役》，全長49頁，以12開裝訂成冊，並以1先令販賣。第二版於隔年早旬發行，重名為《通常發音為閔希豪森，蒙尼克豪森男爵的奇特旅行、戰役、航海和冒險性的奇遇》（Singular Travels, Campaigns, Voyages, and Sporting Adventures of Baron Munnikhouson, commonly pronounced Munchausen），並補充了5齣新故事和4幅插畫。儘管這本書依舊是匿名，但新的文字材料可能是出自拉斯伯的手筆，而插畫也有可能是他的作品。
1786年5月，拉斯伯不再掌有書本的控制權，而是落在了另一個出版人G·吉斯利（G. Kearsley）的身上。吉斯利打算讓這本書比原作能面向更高級的讀者，所以委派其他人進行大面積的補充和修訂，包括新故事、12幅新版畫以及對拉斯伯的散文作大量的改寫。第三版比原作的價錢高一倍，以兩先令出售，並名為《通常發音為閔希豪森，蒙尼克豪森男爵的格列佛復興或奇特旅行、戰役、航海和冒險》。

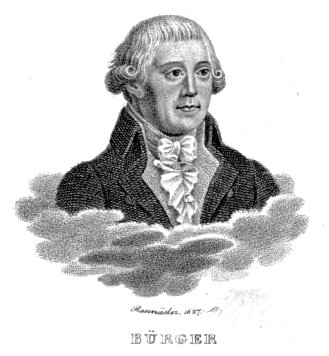
戈特弗里德·奧古斯特·布格將書翻譯成德文，並經常被認為是其作者

吉斯利的版本取得巨大成功。接下來的幾年，出版社陸續發行了數個版本，並在這過程中補充了更多非拉斯伯的寫作素材。即使是於1792年由對手出版商最初發行的完整版《閔希豪森男爵的冒險續集》（Sequel to the Adventures of Baron Munchausen，並非拉斯伯創作）也很快納入故事正文中。拉斯伯的散文風格在修訂過程中被大量修改。拉斯伯旗下的作者沒有用他口語式的行文和直爽的措詞，而選擇一種模仿奧古斯都式散文那樣更溫和與正式的風格。隨後大多數英文版本，甚至包括1895年湯瑪斯·賽康比和1930年F·J·哈維·道爾頓製作的主流版本是翻印吉斯利重作版本之一，而並非拉斯伯的原作。
德國浪漫主義詩人戈特弗里德·奧古斯特·布格首次將其譯為德文，名為《Wunderbare Reisen zu Wasser und Lande》。布格的文本是忠實史密斯的第二版，並補充一部改編自德國傳說《六个人走遍天下》的竄寫故事，並為竄寫故事中加入兩幅新版畫。故事的德文版結果是比英文版更受歡迎。1788年的德國第二版包括從吉斯利拓展版本中大量改動的素材以及原創的德語續集《Nachtrag zu den wunderbaren Reisen zu Wasser und Lande》，並於1789年出版。在這些出版後，拉斯伯文字材料的英文和歐陸版當中囊括的素材傳統日益不同後持續出現差異。
拉斯伯可能害怕被真實的閔希豪森男爵吿誹謗，所以從來沒有承認他是書本的作者。作者經常被認為是布格，有時一些傳聞指出真實的閔希豪森男爵曾在皮爾蒙特遇到布格，並將全盤工作硬是推給他。另一則傳聞在德語翻譯出版後不久廣為流傳，其聲稱布格與哥廷根大學其他兩名學者亞伯拉罕·哥特黑爾弗·凱斯特納和格奧爾格·克里斯托夫·利希滕貝格試圖通過寫出最不可思議的故事來超越對方，所以這故事是三人競爭出來的產物。學者約翰·喬治·穆塞爾正確將核心文字材料指出是拉斯伯的手筆，但錯誤認為拉斯伯用德文創作，並請匿名譯者來負責翻譯成英文。1824年，布格的傳記作家卡爾·萊因哈德（Karl Reinhard）證明了拉斯伯的作者身分。

### 出版史
下表概括了拉斯伯文字材料從1785至1800年的早期出版史。除非另有說明，否則表中的資訊均來自約翰·帕特里克·卡斯韋爾建立的閔希豪森參考文獻。
| 拉斯伯的英文文字材料 | 拉斯伯的英文文字材料 | 拉斯伯的英文文字材料                   | 拉斯伯的英文文字材料 |
| 版本                 | 扉頁上的標題 | 出版                                   | 內容 |
| -------------------- | --- | -------------------------------------- | --- |
| 一                   | 《閔希豪森男爵敘述他在俄羅斯的奇妙旅行和戰役。謙虛地奉獻和推薦給鄉村紳士，以及，如果他們樂意，可重複自己，在打獵後、賽馬時、飲水池中和其他差不多的上流社會聚會，環繞瓶子和圍爐》（） | 牛津：史密斯，1786年（實質1785年晚旬） | 拉斯伯改編了「M-h-s-nsche Geschichten」16則軼事的15則和「Noch zwei M-Lügen」當中的軼事。                                                                               |
| 二                   | 《通常發音為閔希豪森，蒙尼克豪森男爵的奇特旅行、戰役、航海和冒險性的奇遇。當被朋友包圍時，他將它們與勇氣聯繫起來。新版，大大擴充，並用四幅畫作點綴，由男爵自己的畫進行雕刻》（） | 牛津：史密斯，1786年（4月）            | 與第一版相同，增加可能由拉斯伯創作的5齣新故事，和同樣可能由拉斯伯繪畫的4幅插畫。                                                                                       |
| 三                   | 《通常發音為閔希豪森，蒙尼克豪森男爵的格列佛復興或奇特旅行、戰役、航海和冒險。第三版，大大擴充，並用畫作點綴，由原有設計進行雕刻》（） | 牛津：G·吉斯利，1786年（5月）          | 與第二版相同的故事和版畫，增加了非拉斯伯的素材和12幅新版畫。對拉斯伯的原始文字材料進行了許多更改。                                                                     |
| 四                   | 《格列佛復興包含了在俄羅斯、冰島、土耳其、埃及、直布羅陀、上至地中海和大西洋的奇特旅行、戰役、航海和冒險：還有月球航行的記述，在星球上有許多動物煮食的非凡細節，閔希豪森男爵稱之為人類物種。第四版。大大擴充，並用16幅解釋性畫作點綴，由原有設計進行雕刻》（）                                                                               | 倫敦：G·吉斯利，1786年（7月）          | 與第三版相同的故事，增加更多非拉斯伯素材，包括騎著砲彈、和漢密爾頓上校的旅行以及男爵第二次月球旅行。對拉斯佩的文字材料進行進一步改動。18幅版畫，只有16幅在扉頁被提及。 |
| 五                   | 《格列佛復興，包含俄羅斯、裏海、冰島、土耳其、埃及、直布羅陀、上至地中海、大西洋和透過埃特纳火山之口走進南太平洋的奇特旅行、戰役、航海和冒險：還有許多月球和狗星航行的記述，在這些星球上有動物煮食的非凡細節，閔希豪森男爵稱之為人類物種。第五版，大大擴充，並用許多幅解釋性畫作點綴，由原有設計進行雕刻》（）                               | 倫敦：G·吉斯利，1787年                 | 與第四版相同內容，增加斯里蘭卡（開頭）和埃特纳火山（結尾）旅行，以及新的卷首圖畫。                                                                                     |
| 六                   | 《格列佛復興或謊言惡習可能遭到暴露；包含俄羅斯、裏海、冰島、土耳其、埃及、直布羅陀、上至地中海、大西洋和透過埃特纳火山之口走進南太平洋的奇特旅行、戰役、航海和冒險：還有許多月球和狗星航行的記述，在這些星球上有動物煮食的非凡細節，閔希豪森男爵稱之為人類物種。第六版。大大擴充，並用由原有設計進行雕刻的許多幅解釋性畫作作點綴》（）       | 倫敦：G·吉斯利，1789年                 | 與第五版相同內容，增加有關騎鷹的「補編」和新的卷首圖畫。 |
| 七                   | 《第七版，大大擴充，並用原有設計所雕刻的20幅解釋性畫作作點綴。格列佛復興：或者謊言惡習可能遭到暴露。包含俄羅斯、裏海、冰島、土耳其、埃及、直布羅陀、上至地中海、大西洋和透過埃特纳火山之口走進南太平洋的奇特旅行、戰役、航海和冒險。還有在月球和狗星航行的記述，在這些星球上有動物煮食的非凡細節，閔希豪森男爵被稱之為人類物種》（）         | 倫敦：C和G·吉斯利，1793年              | 與第六版相同 |
| 八                   | 《第八版，大大擴充，並用原有設計所雕刻的20幅解釋性畫作作點綴。格列佛復興：或者謊言惡習可能遭到暴露。包含俄羅斯、裏海、冰島、土耳其、埃及、直布羅陀、上至地中海、大西洋和透過埃特纳火山之口走進南太平洋的奇特旅行、戰役、航海和冒險。還有在月球和狗星航行的記述，在這些星球上有許多動物煮食的非凡細節，它們被閔希豪森男爵稱之為人類物種》（） | 倫敦：C和G·吉斯利，1799年              | 與第六版相同 |

| 早年閔希豪森翻譯版和續集 | 早年閔希豪森翻譯版和續集 | 早年閔希豪森翻譯版和續集                                 | 早年閔希豪森翻譯版和續集 |
| 語言                     | 標題 | 出版                                                     | 內容 |
| ------------------------ | --- | -------------------------------------------------------- | --- |
| 德文                     | 《Wunderbare Reisen zu Wasser und Lande, feldzüge und lustige Abentheuer des Freyherrn von Münchhausen wie er dieselben bey der Flasche im Zirkel seiner Freunde zu Erzählen pflegt. Aus dem Englischen nach der neuesten Ausgabe übersetzt, hier und da erweitert und mit noch mehr Küpfern gezieret》                            | 倫敦（實質哥廷根）：（約翰·克里斯托弗·迪特里希，）1786年 | 戈特弗里德·奧古斯特·布格對英文第二版的意譯，增加布格新的素材。書中有英文第二版的4幅插畫和3幅新的。                          |
| 法語                     | 《Gulliver ressuscité, ou les voyages, campagnes et aventures extraordinaires du Baron de Munikhouson》 | 巴黎：羅耶茲，1787年                                     | 稍作修改的英文第五版譯文。                                                                                                  |
| 德文                     | 《Wunderbare Reisen zu Wasser und Lande, feldzüge und lustige Abentheuer des Freyherrn von Münchhausen, wie er dieselben bey der Flasche im Zirkel seiner Freunde zu Erzählen pflegt. Aus dem Englischen nach der neuesten Ausgabe übersetzt, hier und da erweitert und mit noch mehr Küpfern gezieret. Zweite vermehrte Ausgabe》 | 倫敦（實質哥廷根）：（約翰·克里斯托弗·迪特里希，）1788年 | 與過去德文版相同，增加英文第五版新素材的譯文，並進行大大修訂。                                                              |
| 德文                     | 《Nachtrag zu den wunderbaren Reisen zu Wasser und Lande, und lustige Abentheuer des Freyherrn von Münchhausen, wie er dieselben bey der Flasch Wein im Zirkel seiner Freunde selbst zu erzählen pflegt. Mit Küpferrn》 | 哥本哈根，1789年                                         | 原創德文續集，曾遭到男爵尖刻的諷刺。當中包括23幅版畫和「馮·閔希豪森先生逝世的悲歌」（Elegy on the Death of Herr von Münchhausen，儘管當時真實的男爵還沒死）。         |
| 英文                     | 《A Sequel to the Adventures of Baron Munchausen humbly dedicated to Mr Bruce the Abyssinian Traveller, As the Baron conceives that it may be of some service to him making another expedition into Abyssinia; but if this does not delight Mr Bruce, the Baron is willing to fight him on any terms he pleases》                  | H·D·西蒙茲，1792年（第二版於1796年出版）       | 原創英文續集，諷刺了詹姆斯·布魯斯的旅行，當中包括20幅版畫。這個「續集」通常與拉斯伯的文字材料印出為「男爵旅行的兩卷」（Volume Two of the Baron's Travels）。 |

## 虛構角色

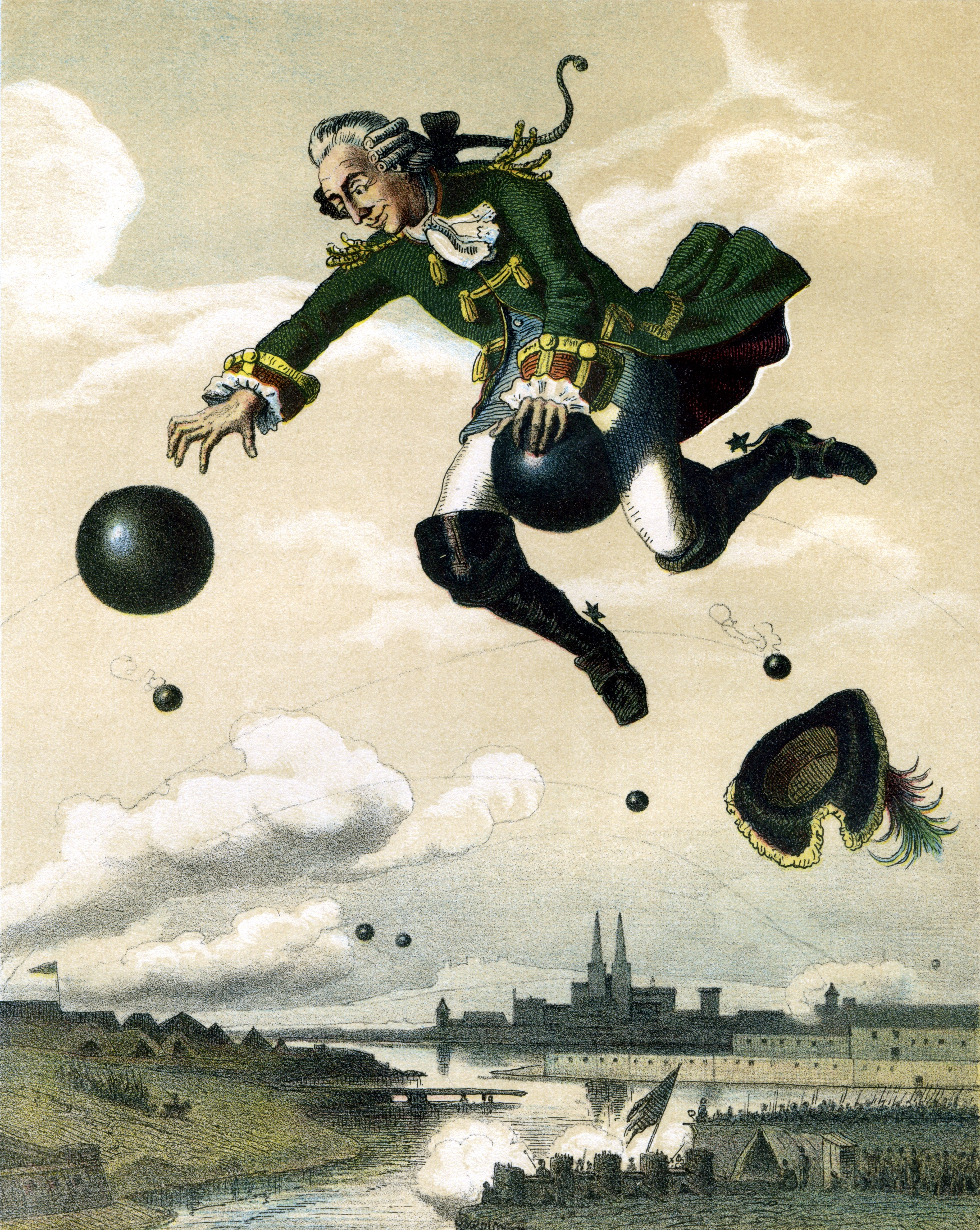
奧古斯特·馮·威勒所繪的閔希豪森騎著砲彈

虛構的閔希豪森男爵是個吹噓士兵，最明顯的定義是他對自己冒險進行可笑又誇大的吹噓。拉斯伯的書中所有故事以第一人稱敘事，並在序言解釋道「男爵被朋友包圍時應該將這些非凡的冒險與他的勇氣聯繫起來」。男爵的故事暗指他是超人，並大部分時間擺脫荒謬的窘境或沉溺於相同荒謬的平和惡作劇。在他一些著名的故事中，男爵騎著砲彈、月亮旅行、在地中海被大魚吞掉、拉自己頭髮來避免溺水、與40只腳的鱷魚打架、讓狼拉雪橇和用月桂樹來修理無意間被切成兩半的馬。
在他的故事中，男爵是一個冷靜、理性的人，並簡單客觀地描述他的經歷。荒謬的事情最多只會給他帶來略略的驚喜，並對任何從未親身經歷的不大可能發生的事情表示嚴重懷疑。其產生的敘事效果有諷刺意味來鼓勵讀者表達疑問，並以微妙的社會諷刺底下的暗流洶湧為特點。。除了在狩獵和戰鬥時無所畏懼，考慮到豪俠風度，所以他還是一個風度翩翩、有禮的紳士，更是知識淵博、在細節上好賣弄學問地追求準確，以及欣賞所有飯菜飲品。男爵還為故事提供紮實的地理和社會背景，使它們充滿有關當下時事的影射和諷刺。拉斯伯原作的文字材料的確有許多參考自真實閔希豪森軍事生涯的歷史事件。
由於男爵所描述的壯舉明顯不可能，所以它們很容易被視為虛構，並強烈暗示他是個騙子。他是否希望觀眾相信他因版本而異，在拉斯伯最初的1785年文章中只是簡單敘述故事，並沒有做出進一步的評論，但之後的擴充版本中卻堅信他在講真話。不管怎樣，無論男爵故事內容前後矛盾，但還深信當中的每個字。對於其他人的質疑，他通常保持寬容不理會的態度。
- 男爵從月亮回來：第二版的插畫，可能由拉斯伯創作
- 匿名畫家所繪的1792年男爵肖像
- 男爵騎著半隻馬，喬治·克魯克香克創作
- 男爵抬起馬車，西奧多·霍斯曼（英语：Theodor Hosemann）創作
- 男爵從鯨魚口出來，古斯塔夫·多雷創作

曾幫男爵故事畫插畫的有托馬斯·羅蘭森、阿爾弗雷德·克勞奎爾、喬治·克魯克香克、恩斯特·路德維希·里彭豪森、西奧多·霍斯曼、阿道夫·施羅德、古斯塔夫·多雷、威廉·斯特蘭、W·希思·羅賓遜和羅納德·塞爾。芬蘭裔美國漫畫家克勞斯·諾德林從1935至1937年在《閔希豪森男爵》的連環漫畫週刊中以男爵為主角。1962年，拉斯伯的文章在英國系列雜誌《經典畫報》第146期進行改編，並由英國漫畫家丹尼士·吉福德設計內文和封面藝術。
在最初出版的插畫（有可能由拉斯伯所繪）中，當中男爵的形象瘦弱又年輕。在1792年的《閔希豪森男爵的冒險續集》中，匿名畫家讓男爵變成端莊又疲累的老兵，臉上因冒險而留下傷痕。這幅插畫成為男爵標準肖像將近70年，克魯克香克對角色的描繪正正呼應了它的形象化。1862年，多雷在為泰奧菲爾·哥提耶兒子的譯本畫插畫時維持了1792年肖像中尖尖的倒鉤鼻和倒八字鬍，但是更健康和和藹可親。多雷的男爵成為角色最終的視覺呈現。
真實和虛構男爵之間的關係很複雜。一方面，虛構的閔希豪森男爵與歷史形象弗里德里希·馮·閔希豪森很容易被區分開來。至少有一名評論家認為角色和同名人物是兩個人，作家W·L·喬治總結道同名人物的身分與一般讀者無關，而理查德·阿什認為孟喬森症候群用盎格魯化串法以便此病症是參考角色而不是真實人物。在另一面，閔希豪森還是受他影響的角色有強烈的聯繫，像是角色還是以德語「Lügenbaron」（「謊言男爵」）作暱稱。閔希豪森調查員伯恩哈德·維貝爾（Bernhard Wiebel）曾說：「這兩個男爵相似又不相似。」

## 反響

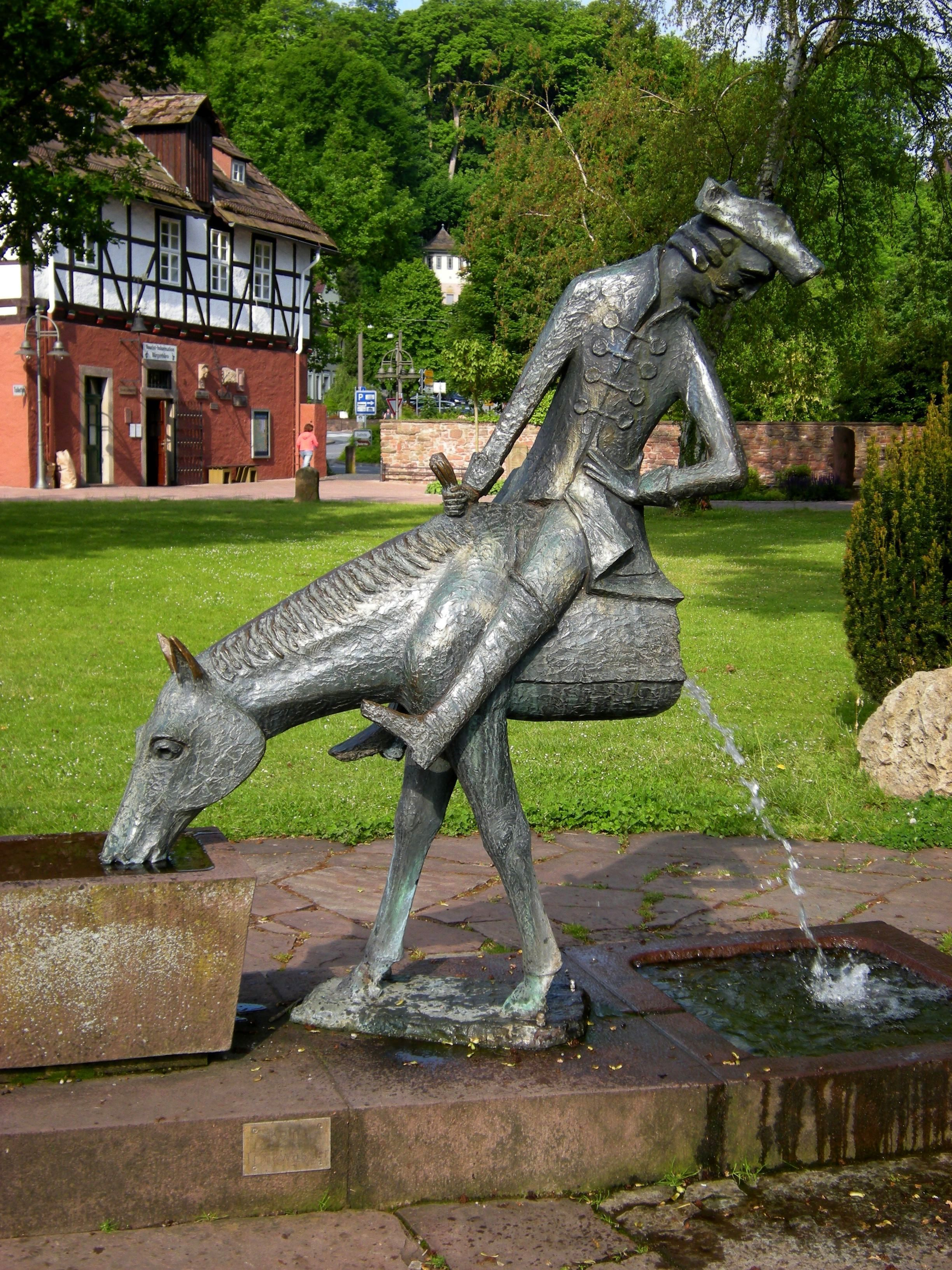
在博登韋德的閔希豪森雕像

《批判性評論》的评论者於1785年12月好評第一版的拉斯伯：
「這部諷刺作品精妙地让一些国会的大膽主張显得荒唐。若说怒罵能轻易以怒骂还击的话，如此创作不是没有道理的；因為这些贵族从未被写到如此荒诞和滑稽的地步。」
《英文評論》的作家在差不多時間給出不那麼好的評價：「我們不理解如何將一堆謊言能被稱為對撒謊的諷刺，就正如愉快女性的奇遇能被稱為對通姦的諷刺那樣。」
W·L·喬治稱虛構男爵是文學作品中的「漫畫巨頭」，並將他的吹噓描述為「源於歡樂人生的極佳又無目的的謊言」。泰奥菲尔·戈蒂耶兒子強調男爵的冒險天生具備「被推到極致的荒謬邏輯，並在沒有東西的情況下後退」。朱爾·凡爾納在接受訪問時坦白小時候很享受讀男爵故事，並用它們做自己冒險小說的靈感來源。湯瑪斯·賽康比評論「閔希豪森無疑（在文學中的永久之地）取得成就……男爵的聲名狼藉很普遍，他的性格眾所周知，而他的名聲跟萊繆爾·格列佛先生或鲁滨逊·克魯索差不多」。
史蒂文·T·拜林頓寫道「閔希豪森在經典文學的瓦爾哈拉佔有一席座位是無可爭議」，並與美國荒誕不經的故事作比較後總結道男爵是「源自準確性自由的創始者、完美典範和永不褪色的香花」。民間傳說作家阿爾文·施瓦茨表示男爵故事是美國荒誕不經的故事傳統最強烈的影響之一。文學學者莎拉·廷達爾·卡里姆（Sarah Tindal Kareem）在2012年有關男爵的研究中認為「閔希豪森在他假裝正經的荒謬談話體現了虛構性的新穎（和）審美老練的錯覺」，並補充道吉斯利和其他人對拉斯伯內容的延伸傾向於強調男爵在撒謊來形成具有諷刺意味的文學特質。
在19世紀初，吉斯利現象級流行的版本向年輕讀者傳播刪節小書本，而他們很快成為故事的主流觀眾。這本書，尤其是針對兒童的改編在整個世紀都廣受歡迎。它幾乎被翻譯成歐洲所有語言。羅伯特·騷塞以此來稱其為「每個人都知道的書，因為所有男孩讀過」。後來值得注意的翻譯包括哥提耶的法文譯本和科爾涅伊·楚科夫斯基著名的俄文改編。1850年代，「閔希豪森」被用作意為「揮霍無度地講不真實的偽自傳故事」的俚語。羅伯特·錢伯斯在1863年的年鑒中以口頭形式引用男爵1972年著名的插畫：
「誰沒有在年輕時曾享受閱讀《閔希豪森男爵在俄羅斯、裏海、冰島、土耳其等地的驚奇旅行和冒險》？這本薄薄的書全部（故事）的確都太短了，前面那幅的男爵肩上掮著的闊刀描繪出令人敬畏的形象，那他充滿男人味的面容上那幾道深深的傷口呢？我想它們過少了。」
儘管拉斯伯的書已不再受到英语圈歡迎，閔希豪森的故事依舊在歐洲十分流行，尤其是德國和俄羅斯。

## 文化使用

### 文學作品
除了拉斯伯的著作有許多擴增和改編版本之外，虛構男爵在其他獨立作品中也偶爾出現。1938至1939年，卡爾·勒貝里希特·伊默曼為致敬角色而出版長篇小說《Münchhausen: Eine Geschichte in Arabesken》（《閔希豪森：迎風展翅的歷史》），而阿道夫·埃利斯森於1846年出版故事的詳盡擴展版。在1886年哲學專題論文中使用男爵從沼澤中自救的冒險來比喻完全形上學的自由意志信仰。尼采稱這種信仰是嘗試「用頭髮從虛無的沼澤能真的拉自己起來」。另一名哲學家路德維希·維根斯坦在1937年4月11日的日記中有提到相同的冒險，當中紀錄了他曾夢到「僅僅讓我們用母語說話，並不相信我們能用頭髮將自己從沼澤拉起來。畢竟這是……感謝主……只是一場夢。唯有神讚頌！」
19世紀晚期，男爵有在約翰·肯德里克·班斯的滑稽小說《雄獅上的船屋》、《尋覓船屋》和《魔法打字員》中有被設為一角。不久後，班斯於1901年出版閔希豪森新故事系列《閔希豪森先生》，緊跟原始故事的風格和幽默感。雨果·根斯巴克的第二本小說《閔希豪森男爵的新科學歷險記》（Baron Münchhausen's New Scientific Adventures）讓男爵處於科幻背景，而小說從1915年5月至1917年2月在《電氣實驗者》連載。
皮埃爾·亨利·卡米創造的路易十五旗下士兵和朝臣克拉克男爵（Baron de Crac）是模仿閔希豪森男爵的故事。1998年，英國遊戲設計師詹姆斯·沃利斯用男爵來創作多人說故事遊戲《閔希豪森男爵的非凡歷險記》，當中玩家需臨時以閔希豪森第一視角進行故事，並戰勝敵人的反對和其他干擾。2018年，美國作家彼得·大衛讓男爵作原創短篇故事《迪亞哥和男爵》（Diego and the Baron）的旁白。

### 舞台和錄音

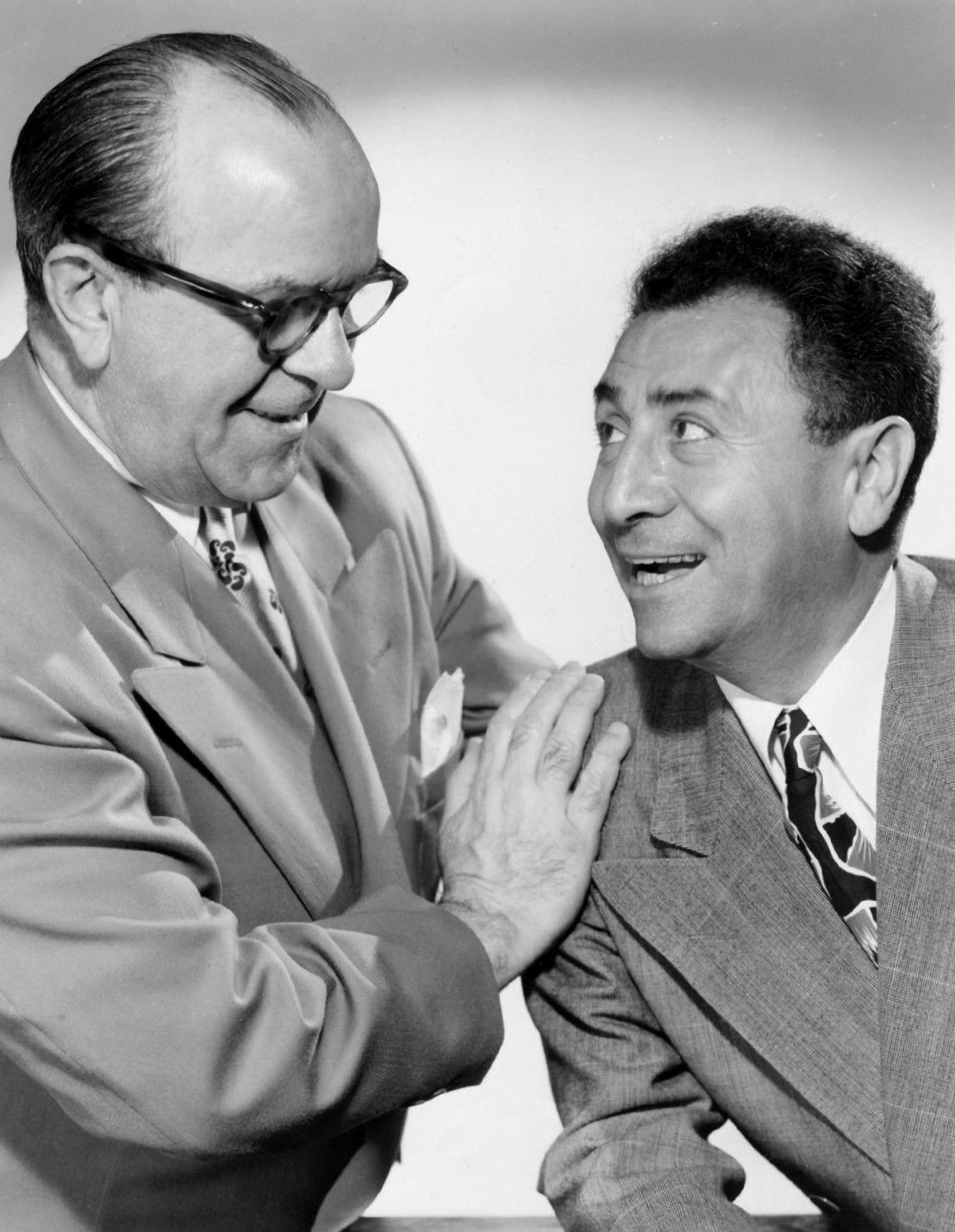
傑克·珀爾（右）和克里夫·霍爾（左）在電台分別飾演男爵的不值得相信的陪襯物查理

沙德勒之井劇院於1795年在倫敦製作啞劇《閔希豪森男爵或哈爾利奎的旅行》（Baron Munchausen; or, Harlequin's Travels），並由演員、歌手和諷刺畫家羅伯特·迪頓擔綱男爵。另一齣改編拉斯伯著作的啞劇《小丑閔希豪森或愛的源泉》（Harlequin Munchausen, or the Fountain of Love）於1818年在倫敦製作。赫伯特·尤倫伯格在1900年戲劇《閔希豪森》（Münchhausen）讓男爵擔綱主演，而表現主義作家沃爾特·哈森克萊弗於1934年讓故事轉變成喜劇《閔希豪森》。格里戈里·戈林在1976年的戲劇《那個非常的閔希豪森》（That Very Munchausen）將男爵塑造成英雄，而電影版於1980年上映。有關男爵的捷克音樂劇《曼科桑男爵》（Baron Prášil）於2010年在布拉格開場。隔年，布拉格國家黑燈劇院（National Black Light Theatre）的非音樂劇《閔希豪森男爵歷險記》（The Adventures of Baron Munchausen）在英國巡演。
1932年，喜劇作家比利·威爾斯（Billy Wells）將閔希豪森男爵改編至廣播喜劇固定節目，並由喜劇演員傑克·珀爾和克里夫·霍爾（Cliff Hall）配音。珀爾飾演的男爵在節目中令人難以置信的濃厚德國口音與霍爾的「正直人」角色查理聯繫起來。當查理受夠並表達不信任時，男爵總是回嘴道：「查理，你敢？」這句台詞廣受歡迎，並被大量引用為口號，而1933年初的《傑克·珀爾秀》（The Jack Pearl Show）是第二受歡迎的美國電台（僅次於埃迪·康托爾的節目）。珀爾嘗試改編他的形象至1933年電影《風流爵士》中被誤認為男爵的現代角色，但電影並沒取得成功。珀爾的知名度從1933至1937年逐漸下降，儘管他於1951年結束自己最後的廣播節目前曾多次嘗試重演男爵角色。
1972年，Caedmon唱片錄製了一些故事，而負責配音男爵。《閱讀老師》的評論認為烏斯蒂諾夫的描繪強調了「男爵吹牛大王的性格」，並有著「自我吹捧……在國際的譏諷聲中可以明顯看出」。

### 電影

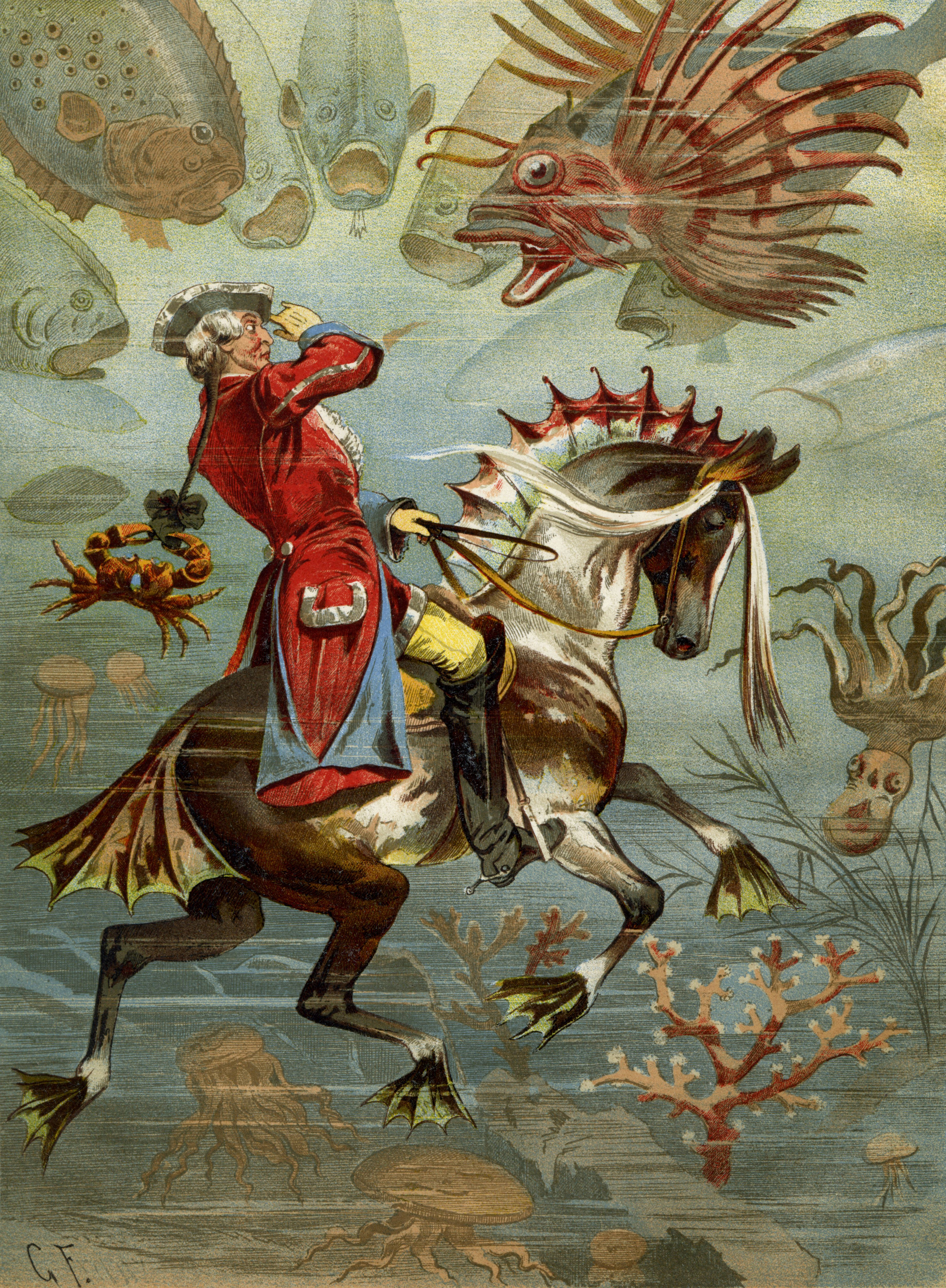
男爵在水底遊歷，出自戈特弗里德·弗朗茲（Gottfried Franz）手臂

早期法國導演喬治·梅里愛非常喜歡閔希豪森男爵的故事，所以於1911年拍攝了《吹牛大王历险记》。梅里愛的無聲短片幾乎於拉斯伯的著作沒有什麼共同之處，講述了男爵醉酒後沈睡時所夢見的一系列超現實故事。梅里愛有可能受到男爵的月亮旅行啟發，而拍攝了他知名的1902年電影《月球旅行記》。1930年代晚期，他計劃與達達主義畫家漢斯·里希特共同製作男爵故事的新電影版本，但他於1938年逝世後仍未實現。里希特嘗試在第二年完成計劃，並讓賈克·普維、雅克·布魯尼烏斯和莫里斯·亨利擔任編劇，但二戰的開始讓作品永久擱置。
法國動畫師埃米里·科爾於1913年以剪影剪紙動畫製作動畫。其他動畫版本包括1920年德國的理查德·費爾根瑙爾（Richard Felgenauer）和1929年美國的保羅·佩羅夫（Paul Peroff）。1913年由約翰·蘭道夫·佈雷創作的黑扎·萊爾上校是影史上首個動畫系列片主角，為男爵和西奥多·罗斯福合併而成。義大利導演保羅·阿祖裡於1914年拍攝《閔希豪森男爵歷險記》（The Adventures of Baron Munchausen），而英國演員弗洛伊德·馬丁·桑頓在第二年製作關於男爵的默片《閔希豪森男爵新歷險記》（The New Adventures of Baron Munchausen）。1940年，捷克導演馬丁·弗里奇拍攝《曼科桑男爵》，主演的喜劇演員弗拉斯塔·布里安是飾演20世紀男爵的子孫。
在德國製片廠烏髮電影公司於1943年成立25週年之際，約瑟夫·戈培爾聘請導演约瑟夫·冯·巴基來執導有關男爵的大預算彩色電影《吹牛大王歷險記》。大衛·史都華·赫爾（David Stewart Hull）稱飾演的男爵「友善快活但有些陰險」，而托比亞斯·納格（Tobias Nagle）寫道亞伯斯賦予「充滿動作和男性荷爾蒙的冒險一種男人味和強壯的狂熱」。德國音樂喜劇片《非洲的閔希豪森》是專門為奧地利歌星彼得·亚历山大量身打造，並於1957年問世。卡尔·齐曼的1961年捷克電影《吹牛伯爵历险记》從當代的角度對男爵的冒險進行評論，並強調詩意想象對科學成就的重要性。齐曼根據多雷對書的插畫進行非寫實的場面調度，並將動畫和真實演員結合，包括米洛斯·科佩基飾演男爵。
1929年，丹尼爾·切爾克斯（Daniil Cherkes）發行卡通《閔希豪森歷險記》（Adventures of Munchausen）。在蘇聯的聯盟動畫電影於1967年發行了長達16分鐘定格動畫《閔希豪森男爵歷險記》（Adventures of Baron Munchausen），並由安納托利·卡拉諾維奇（Anatoly Karanovich）執導。另一個蘇聯動畫版本於1973至1974年製作一系列短片《閔希豪森歷險記》。法國動畫師尚恩·伊姆格於1979年拍攝《傳奇閔希豪森男爵的精彩歷險記》，並於1984年發行續集《瘋狂之月》。奧列格·揚科夫斯基在1979年俄羅斯電視電影《非常相同的閔希豪森》飾演男爵，影片由馬克·扎哈羅夫執導，格里戈里·戈林（Grigori Gorin）編劇，並由莫斯科電影製片廠製片和發行。它諷刺蘇聯審查制度和社會風俗，並講述受人排擠的男爵嘗試在充滿不相信和從眾的世界中解釋他的冒險是真的。
1988年，將拉斯伯的故事改編成豪華的好萊塢電影《終極天將》，而英國舞台演員和導演主演。羅傑·伊伯特評論電影時稱尼維爾的男爵「看起來是明智和講求實際（的人），每個都會這樣如果他們一生中已經習慣了這種不可思議的事情的話」。
德國演員揚·約瑟夫·李佛思在2012年分成兩部的電視電影《男爵明希豪森历险记》擔綱主演。《明鏡在線》的評論指出他對男爵的人物塑造看起來很像強尼·戴普在電影系列中的演出。

## 遺留物

### 紀念物

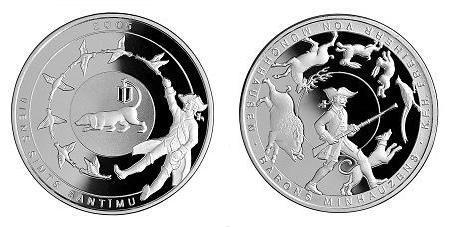
2005年拉脫維亞紀念幣

2004年，粉絲俱樂部「閔希豪森外孫」（Внучата Мюнхаузена）在俄羅斯加里寧格勒（舊名柯尼斯堡）成立。其早期活動包括發現虛構男爵在柯尼斯堡旅行留下的「歷史證據」，例如據稱屬於男爵的黑色高幫鞋和據說把男爵困在肚子裡的那條抹香鯨的骨架。
2005年6月18日，為了慶祝加里寧格勒成立750週年，當地揭幕博登韋德致送的男爵騎著砲彈的紀念雕像。博登韋德在市政廳前有一座閔希豪森雕像，以及收藏故事版本中大量插圖集的閔希豪森博物館。另一座閔希豪森博物館位於真實男爵首任妻子居住過的拉脫維亞利普教區鄧特莊園（Duntes Muiža）。這對夫婦曾住在這個鎮大約6年，之後再搬回在漢諾威的男爵莊園。2005年，為了紀念真實男爵的285週年誕辰，拉脫維亞國家銀行發行紀念銀幣。

### 命名法
1951年，英國醫生理查德·阿什在發行了一篇文章，講述罹患人為疾患的病人會對自己的健康狀況撒謊。阿什提出將症狀稱為「孟喬森症候群」，並發表道「跟著名的馮·閔希豪森一樣，受影響的人們也經常在各地旅行。而他們的故事，就像是他講的一樣具戲劇性和不真實。因此，該症候群應滿懷敬意地獻給男爵，並以他命名」。這種疾病現在通常被稱為孟喬森症候群。這個名字產生兩個新名詞：意指病症並非病人而是照顧者所捏造的代理型孟喬森症候群以及病症是網絡捏造的網絡孟喬森綜合症。
1968年，汉斯·阿尔伯特創造明希豪森三難困境一詞來描述哲學問題固定得從前提中得出結論。這些前提依舊源自其他前提，並永遠持續下去，這導致無窮倒退只能被循環邏輯或宗教教義中斷。這個問題是根據男爵用頭髮將自己從沼澤拉起來的類似矛盾故事來命名。相同故事還啟發了數學名詞閔希豪森數，該詞於2009年由達恩·範·伯克爾（Daan van Berkel）創造來描述每位数的自身幂之和，等于其自身（例如3435 = 33 + 44 + 33 + 55）。
阿爾奈-湯普森分類法中民間故事的標準索引ATU1889亞綱因致敬這些故事，而被命名為「閔希豪森故事」（Münchhausen Tales）。1994年，有主小行星帶為表示對真實和虛構男爵的尊敬而將小行星14014以其命名。

### 腳註
1. ↑  Cambridge University Press 2015.
2. ↑  . Oxford Dictionaries. Oxford University Press.
3. ↑  Olry 2002，第56頁.
4. 1 2 3  Fisher 2006，第257頁.
5. 1 2 3 4 5 6 7  Krause 1886，第1頁.
6. 1 2  Carswell 1952b，第xxvii頁.
7. 1 2  Carswell 1952b，第xxv頁.
8. ↑  Levi 1998，第177頁.
9. ↑  Olry 2002，第53頁.
10. ↑  Fisher 2006，第251頁.
11. ↑  Carswell 1952b，第xxvii-xxviii頁.
12. ↑  Kareem 2012，第495-496頁.
13. 1 2 3 4  Meadow & Lennert 1984，第555頁.
14. 1 2  Seccombe 1895，第xxii頁.
15. ↑  Carswell 1952b，第x頁.
16. ↑  Seccombe 1895，第xvi-xvii頁.
17. 1 2 3  Blamires 2009，§3.
18. ↑  Krause 1886，第2頁.
19. 1 2 3 4 5  Olry 2002，第54頁.
20. ↑  Blamires 2009，§8.
21. ↑  Seccombe 1895，第xix頁.
22. 1 2  Fisher 2006，第252頁.
23. ↑  Carswell 1952b，第xxvi-xxvii頁.
24. ↑  Carswell 1952a，第164-165頁.
25. ↑  Carswell 1952a，第166-167頁.
26. 1 2  Carswell 1952a，第167頁.
27. ↑  Carswell 1952a，第167-168頁.
28. ↑  Carswell 1952b，第xxxi-xxxii頁.
29. ↑  Carswell 1952b，第xxxvii頁.
30. ↑  Carswell 1952b，第xxx頁.
31. ↑  Blamires 2009，§5.
32. ↑  Carswell 1952a，第171頁.
33. ↑  Blamires 2009，§6-7.
34. 1 2  Seccombe 1895，第xi頁.
35. ↑  Seccombe 1895，第x頁.
36. ↑  Seccombe 1895，第xii頁.
37. ↑  Blamires 2009，§4.
38. ↑  Carswell 1952a，第164-175頁.
39. ↑  Carswell 1952a，第165–166頁.
40. ↑  Carswell 1952a，第173頁.
41. 1 2  George 1918，第169-171頁.
42. ↑  Kareem 2012，第488頁.
43. 1 2  Fisher 2006，第253頁.
44. ↑  George 1918，第174-175頁.
45. ↑  Kareem 2012，第484頁.
46. ↑  George 1918，第181-182頁.
47. ↑  Blamires 2009，§12-13.
48. ↑  Kareem 2012，第492頁.
49. 1 2  Kareem 2012，第485頁.
50. ↑  George 1918，第177-178頁.
51. ↑  Seccombe 1895，第xxxv-xxxvi頁.
52. ↑  Blamires 2009，§29.
53. ↑  Raspe 1969.
54. ↑  Holtz 2011.
55. ↑  Jones 2011，第352頁.
56. 1 2  Kareem 2012，第500頁.
57. ↑  Kareem 2012，第500-503頁.
58. ↑  George 1918，第179-180頁.
59. ↑  Wiebel 2011.
60. 1 2  Seccombe 1895，第vi頁.
61. ↑  Kareem 2012，第491頁.
62. ↑  Kareem 2012，第496頁.
63. ↑  George 1918，第169頁.
64. 1 2 3  Lefebvre 2011，第60頁.
65. ↑  Compère, Margot & Malbrancq 1998，第232頁.
66. ↑  Seccombe 1895，第v頁.
67. ↑  Byington 1928，第v-vi頁.
68. ↑  Schwartz 1990，第105頁.
69. 1 2  Blamires 2009，§24.
70. 1 2  Kareem 2012，第503頁.
71. 1 2  Carswell 1952b，第xxxiii頁.
72. ↑  Balina, Goscilo & Lipovet︠s︡kiĭ 2005，第247頁.
73. 1 2  Kareem 2012，第504頁.
74. ↑  Kareem 2012，第486頁.
75. 1 2 3 4  Baister & Patrick 2007，第159頁.
76. 1 2  Blamires 2009，§30.
77. 1 2  Ziolkowski 2007，第78頁.
78. ↑  Nietzsche 2000，第218頁.
79. ↑  Wittgenstein 2003.
80. ↑  Bangs 1895，第27頁; Bangs 1897，第27頁; Bangs 1899，第34頁.
81. ↑  Westfahl 2007，第209頁.
82. ↑  Cami 1926.
83. ↑  George 1918，第175頁.
84. ↑  Wardrip-Fruin 2009，第77頁.
85. ↑  Mitchell & McGee 2009，第100-102頁.
86. ↑  Bold Venture Press 2018.
87. ↑  Sadler's Wells 1795，第2頁.
88. ↑  Eulenberg 1900.
89. ↑  Furness & Humble 1991，第114頁.
90. ↑  Balina, Goscilo & Lipovet︠s︡kiĭ 2005，第246-247頁.
91. 1 2  Hutchings 2004，第130-131頁.
92. ↑  Košatka 2010.
93. ↑  Czech Centre London 2011.
94. 1 2  Erickson 2014，第50頁.
95. 1 2 3  Erickson 2014，第51頁.
96. ↑  Erickson 2014，第52頁.
97. ↑  Knight 1973，第119頁.
98. ↑  Zipes 2010，第43頁.
99. ↑  Ezra 2000，第20頁.
100. 1 2 3  Sadoul & Morris 1972，第25頁.
101. ↑  Shull & Wilt 2004，第17頁.
102. ↑  Young 1997，第441頁.
103. ↑  Česká televize.
104. ↑  Hull 1969，第252-253頁.
105. ↑  Hull 1969，第254頁.
106. ↑  Nagle 2010，第269頁.
107. ↑  Arndt & von Brisinski 2006，第103頁.
108. ↑  Hames 2009，第197-198頁.
109. ↑  . Animator.ru.   [2020-08-21]. （原始内容存档于2019-05-14）.
110. ↑  . YouTube. 2015-07-28  [2020-08-21]. （原始内容存档于2020-04-27）.
111. ↑  . YouTube. 2016-12-24  [2020-08-21]. （原始内容存档于2020-04-27）.
112. ↑  Venger & Reisner，"Adventures of Baron Munghausen" （原文如此）.
113. ↑  Venger & Reisner，"Munchausen's Adventures".
114. ↑  Zipes 2010，第408頁.
115. ↑  Willis 1984，第184頁.
116. ↑  Ebert 1989.
117. ↑  Hass 2012.
118. ↑  Викторова 2004.
119. ↑  Волошина & Захаров 2006.
120. ↑  Kaliningrad-Aktuell 2005.
121. ↑  Blamires 2009，§32.
122. ↑  .   [2020-08-21]. （原始内容存档于2020-08-23）.
123. ↑  Baister & Patrick 2007，第154頁.
124. ↑  Fisher 2006，第250頁.
125. ↑  Feldman 2000.
126. ↑  Apel 2001，第39-40頁.
127. ↑  Olry & Haines 2013，第136頁.
128. ↑  Ziolkowski 2007，第77頁.
129. ↑  NASA 2013.

### 文獻
- Apel, Karl-Otto, , Leuven, Belgium: Peeters, 2001  [2020-08-12], ISBN 978-90-429-0978-6, （原始内容存档于2017-09-14）
- Arndt, Susan; von Brisinski, Marek Spitczok, , Bayreuth. Germany: Breitinger, 2006, ISBN 978-3-927510-93-7
- Baister, Stephen; Patrick, Chris, , Chalfont St. Peter, Buckinghamshire: Bradt Travel Guides, 2007  [2020-08-12], ISBN 978-1-84162-201-9, （原始内容存档于2017-09-13）
- Balina, Marina; Goscilo, Helena; Lipovet︠s︡kiĭ, M. N., , Evanston, IL: Northwestern University Press, 2005, ISBN 978-0-8101-2032-7
- Bangs, John Kendrick, , New York: Harper & Bros., 1895  [2020-08-12], （原始内容存档于2017-09-13）
- Bangs, John Kendrick, , New York: Harper & Bros., 1897  [2020-08-12], （原始内容存档于2017-09-14）
- Bangs, John Kendrick, , New York: Harper & Bros., 1899  [2020-08-12], （原始内容存档于2017-09-14）
- Blamires, David, , , OBP collection, Cambridge, Cambridgeshire: Open Book Publishers: 8–21, 2009  [2020-08-12], ISBN 9781906924119, （原始内容存档于2013-05-17）
- Bold Venture Press, , Bold Venture Press, 2018  [2018-09-17], （原始内容存档于2018-07-16）
- Byington, Steven T., , , Boston: Ginn and Co.: v–viii, 1928  [2020-08-12], （原始内容存档于2021-02-24）
- Cambridge University Press, , Cambridge Dictionaries Online, 2015  [2015-04-04], （原始内容存档于2015-05-09）
- Cami, Pierre-Henri, , Paris: Hachette, 1926, ASIN B00DHAVFBI
- Carswell, John Patrick, , Raspe, Rudolf Erich  (编), , New York: Heritage Press: 164–175, 1952a
- Carswell, John Patrick, , Raspe, Rudolf Erich  (编), , New York: Heritage Press: ix–xxxviii, 1952b
- Česká televize, , Ceskatelevize.cz,   [2015-03-22], （原始内容存档于2021-02-24）
- Compère, Daniel; Margot, Jean-Michel; Malbrancq, Sylvie, , Geneva: Slatkine, 1998, ISBN 978-2-051-01548-6
- Czech Centre London, , Czechcentres.cz, 2011  [2015-03-23], （原始内容存档于2020-10-18）
- Ebert, Roger, , RogerEbert.com, 10 March 1989  [2015-01-03], （原始内容存档于2021-04-28）
- Erickson, Hal, , Jefferson, NC: McFarland, 2014  [2020-08-12], ISBN 978-0-7864-7757-9, （原始内容存档于2017-09-14）
- Eulenberg, Herbert, , Berlin: Sassenbach, 1900  [2020-08-12], （原始内容存档于2017-09-13）
- Ezra, Elizabeth, , Manchester: Manchester University Press, 2000  [2020-08-12], ISBN 0-7190-5395-1, （原始内容存档于2017-09-13）
- Feldman, M. D., , Southern Medical Journal, 2000-07, 93 (7): 669–672, PMID 10923952, doi:10.1097/00007611-200093070-00006
- Fisher, Jill A., , Perspectives in Biology and Medicine, Spring 2006, 49 (2): 250–262, PMID 16702708, doi:10.1353/pbm.2006.0024
- Furness, Raymond; Humble, Malcolm, , London: Routledge, 1991  [2020-08-12], ISBN 978-0-415-15057-6, （原始内容存档于2017-09-13）
- George, W. L., , , Boston: Little, Brown, and Company: 168–182, 1918
- Gudde, Edwin G., , American Literature, January 1942, 13 (4): 372–390, JSTOR 2920590, doi:10.2307/2920590
- Hames, Peter, , Edinburgh: Edinburgh University Press, 2009, ISBN 978-0-748-62082-1
- Hass, Daniel, , Spiegel Online, 24 December 2012  [2015-03-24], （原始内容存档于2021-02-28）
- Holtz, Allan, , Stripper's Guide, 2011-05-06  [2015-03-24], （原始内容存档于2011-05-09）
- Hull, David Stewart, , Berkeley, CA: University of California Press, 1969  [2020-08-12], （原始内容存档于2017-09-13）
- Hutchings, Stephen C., , London: RoutledgeCurzon, 2004  [2020-08-12], ISBN 978-1-134-40051-5, （原始内容存档于2017-09-13）
- Jones, William B., , Jefferson, NC: McFarland, 2011  [2020-08-12], ISBN 978-0-7864-8840-7, （原始内容存档于2017-09-13）
- Kaliningrad-Aktuell, , Russland-Aktuell, 2005-06-22  [2015-03-24], （原始内容存档于2021-03-05）
- Kareem, Sarah Tindal, , Modern Philology, May 2012, 109 (4): 483–509, JSTOR 10.1086/665538, doi:10.1086/665538
- Knight, Lester N., , The Reading Teacher, October 1973, 27 (1): 117, 119, JSTOR 20193416
- Košatka, Pavel, , Muzical.cz, 2010-03-01  [2015-01-04], （原始内容存档于2021-02-26）
- Krause, Karl Ernst Hermann, ,  23, Leipzig: Duncker & Humblot: 1–5, 1886
- Lefebvre, Thierry, , Solomon, Matthew  (编), , Albany, NY: State University of New York Press: 49–64, 2011  [2020-08-12], ISBN 978-1-4384-3581-7, （原始内容存档于2017-09-13）
- Levi, Claudia, , Summerfield, Carol J.; Devine, Mary Elizabeth  (编), , Chicago: Fitzroy Dearborn Publishers: 177–180, 1998  [2020-08-12], ISBN 978-1-134-26217-5, （原始内容存档于2021-02-25）
- Meadow, Roy; Lennert, Thomas, , Pediatrics, October 1984, 74 (4): 554–556, PMID 6384913
- Mitchell, Alex; McGee, Kevin, , Iurgel, Ido; Zagalo, Nelson; Petta, Paolo  (编), , Berlin: Springer: 98–108, 2009  [2020-08-12], ISBN 978-3-642-10642-2, （原始内容存档于2017-09-14）
- Nagle, Tobias, , Grundmann, Roy  (编), , Chichester, West Sussex: Wiley-Blackwell: 263–278, 2010  [2020-08-12], ISBN 978-1-4443-2061-9, （原始内容存档于2021-02-25）
- NASA, , JPL Small-Body Database Browser, 2013  [2015-02-03], （原始内容存档于2021-02-28）
- Nietzsche, Friedrich, , trans. and ed. Walter Kaufmann, New York: Modern Library, 2000  [2020-08-12], ISBN 978-0-307-41769-5, （原始内容存档于2020-10-21）
- Olry, R.,  (PDF), Vesalius, June 2002, VIII (1): 53–57  [2015-01-02], （原始内容存档 (PDF)于2013-01-17）
- Olry, Régis; Haines, Duane E., , Finger, Stanley; Boller, François; Stiles, Anne  (编), , Burlington: Elsevier Science: 123–142, 2013  [2020-08-12], ISBN 978-0-444-63387-3, （原始内容存档于2017-09-13）
- Raspe, R. E., , illustrated by Ronald Searle, New York: Pantheon Books, 1969, ISBN 978-1-606-20845-8
- Sadler's Wells, , London: Sadler's Wells Theatre, 1795, ISBN 978-1-170-76515-9
- Sadoul, Georges; Morris, Peter, , Berkeley, CA: University of California Press, 1972  [2020-08-12], ISBN 978-0-520-02152-5, （原始内容存档于2017-09-13）
- Schwartz, Alvin, , New York: Harper Trophy, 1990, ISBN 0-06-446091-6
- Seccombe, Thomas, , , London: Lawrence and Bullen: v–xxxvi, 1895
- Shull, Michael S.; Wilt, David E., , Jefferson, NC: McFarland, 2004  [2020-08-12], ISBN 978-0-7864-1555-7, （原始内容存档于2017-09-13）
- Venger, I.; Reisner, G. I., ,   [2015-05-01], （原始内容存档于2021-02-27）
- Викторова, Людмила, , BBC Russian (BBC), 2004-05-25  [2015-03-24], （原始内容存档于2021-02-24）
- Волошина, Татьяна; Захаров, Александр, , Внучата Мюнхгаузена, 2006  [2015-03-24], （原始内容存档于2021-02-24）
- Wardrip-Fruin, Noah, , Cambridge, MA: MIT Press, 2009, ISBN 978-0-262-51753-9
- Westfahl, Gary, , Jefferson, NC: McFarland, 2007  [2020-08-12], ISBN 978-0-7864-3079-6, （原始内容存档于2017-09-13）
- Wiebel, Bernhard, , Munchausen-Library, 2011-09  [2016-10-27]
- Willis, Donald C.,  III, Metuchen, NJ: Scarecrow Press, 1984, ISBN 978-0-8108-1723-4
- Wittgenstein, Ludwig, , ed. James Klagge & Alfred Nordmann, Rowman & Littlefield Publishers, 2003, ISBN 978-0-742-51270-2
- Young, R. G., , New York: Applause, 1997  [2020-08-12], ISBN 978-1-55783-269-6, （原始内容存档于2020-10-21）
- Ziolkowski, Jan M., , Ann Arbor: University of Michigan Press, 2007  [2020-08-12], ISBN 978-0472025220, （原始内容存档于2017-09-14）
- Zipes, Jack, , New York: Routledge, 2010  [2020-08-12], ISBN 978-1-135-85395-2, （原始内容存档于2017-09-13）

## 外部連結
- 在维基文库的《閔希豪森男爵敘述他在俄羅斯的奇妙旅行和戰役》（拉斯伯的1785年原作）
- 在古腾堡计划的《閔希豪森男爵的驚奇歷險記》 （页面存档备份，存于）（吉斯利文字材料的湯瑪斯·賽康比版本）
- 在古腾堡计划的《閔希豪森》 （页面存档备份，存于） （哥特佛萊德·奧古斯特·布格譯文）（德文）
- 在拉脫維亞的閔希豪森博物館 （页面存档备份，存于）（拉脱维亚文）
- 在蘇黎世的閔希豪森圖書館 （页面存档备份，存于）